# Radiotelevisió de Bòsnia i Hercegovina
Radiotelevisió de Bòsnia i Hercegovina (en bosnià, Bosanskohercegovačca radiotelevizija), també coneguda per les seves sigles BHRT, és l'empresa nacional de radiodifusió pública de Bòsnia i Hercegovina.
L'empresa actual es va fundar en 2000 i és hereva de Radiotelevizija Sarajevo, grup creat en 1945 i que va estar integrada en la radiotelevisió iugoslava fins a la independència. Des de 1992 fins a 1998 va funcionar com RTVBiH i va ser la radiodifusió pública fins que es va traspassar la seva funció a una nova empresa, PBS BiH (sigles en anglès de Public Broadcasting Service). Al començament de 2007 es va adoptar la denominació actual.
El sistema de radiodifusió pública de Bòsnia és diferent a la resta d'Europa perquè existeixen tres empreses independents entre si. BHRT és d'àmbit nacional i dona servei a totes les ètnies de l'estat. A més, les dues entitats que conformen el país tenen les seves pròpies companyies: RTV F BiH en la Federació de Bòsnia i Hercegovina, i RTRS en la República Srpska.
BHRT és membre de la Unió Europea de Radiodifusió des de l'1 de gener de 1993.

## Història
Les primeres emissions de ràdio en l'actual Bòsnia i Hercegovina van tenir lloc el 10 d'abril de 1945, mentre que la televisió (TVSA) va iniciar les seves transmissions l'1 de juny de 1961. La corporació de radiodifusió es va anomenar Radiotelevizija Sarajevo (Radiotelevisió de Sarajevo) i va formar part de la radiotelevisió iugoslava. El grup no va comptar amb seu pròpia fins a l'1 d'octubre de 1961, amb la inauguració d'uns estudis a Sarajevo.
Amb el pas del temps, la radiotelevisió de Sarajevo va aportar els seus propis continguts a la xarxa iugoslava. En els anys 1970 va llançar dues noves emissores de ràdio i els seus propis informatius televisius (TV Dnevnik), mentre que en la dècada de 1980 es va crear un segon canal de televisió (TVSA 2). El seu punt d'inflexió va ser la retransmissió i cobertura internacional dels Jocs Olímpics d'Hivern de 1984 celebrats a Sarajevo, per als quals va invertir en nous mitjans de producció i equipament.
Abans que es produís la dissolució de Iugoslàvia, la radiotelevisió de Sarajevo comptava amb tres emissores de ràdio i tres canals de televisió.
Després de la independència de Bòsnia i Hercegovina, l'empresa de radiotelevisió va canviar el seu nom pel de Radiotelevizija Bosne i Hercegovine (RTVBiH) en 1992. Un any després va ingressar com a membre de ple dret en la Unió Europea de Radiodifusió. La guerra de Bòsnia va afectar seriosament al desenvolupament de la seva labor per la constant destrucció de transmissors i mitjans tècnics, així com la mort d'alguns periodistes.
La RTVBiH va ser la televisió pública bosniana fins a 1999, quan es va crear una nova empresa de radiodifusió pública, PBS BiH (sigles en anglès de Public Broadcasting Service), a la qual es van traspassar tots els seus poders en 2000. L'estatut de la radiotelevisió garanteix la seva independència editorial i autonomia del poder polític, protegeix l'ús de les llengües oficials del país així com el tractament a les minories ètniques, i imposa la col·laboració amb les radiodifusoras pròpies de la Federació de Bòsnia i Hercegovina (RTV F BiH) i de la República Srpska (RTRS). L'emissora BH Ràdio 1 va comptar amb cobertura nacional totalment restablerta des del 7 de maig de 2001, mentre que el canal de televisió BHT 1 va fer el mateix a partir del 13 d'agost de 2004.
En 2016 l'empresa va estar a punt de tancar per un deute superior als 15 milions d'euros, però el govern bosnià va arribar a un acord en 2017 per garantir-li fons a través d'un impost indirecte sobre el rebut de la llum.

## Serveis
Els canals de la radiotelevisió bosniana han d'emetre contingut en les tres llengües del país: bosnià, croat i serbi. El grup gestiona una emissora de ràdio, un canal de televisió, la discogràfica MP BHRT, i un portal d'internet. El servei es regeix per l'estatut de BHRT.
Els mitjans públics de Bòsnia i Hercegovina es financen amb impostos indirectes i la venda de publicitat.

### Ràdio
BH Radio 1 és l'emissora nacional de BHRT, hereva de l'antiga Ràdio Sarajevo. Va començar les seves emissions regulars el 10 d'abril de 1945. La seva programació és generalista, amb butlletins informatius, i emet continguts en els tres idiomes del país.

### Televisió
BHT 1 és el primer canal de televisió nacional de Bòsnia i Hercegovina i hereva de l'antiga Televizija Sarajevo, va iniciar les seves emissions l'1 de juny de 1961. La seva oferta és generalista.